# Silvia Singer
Silvia Singer Sochet (Ciudad de México, 9 de octubre de 1954) es una bióloga y profesora conferencista mexicana especializada en museología didáctica. Desde sus inicios en 2001, está a cargo del desarrollo del proyecto y dirección del Museo Interactivo de Economía (MIDE) en México y ha ganado diversos premios relacionados con el diseño y gestión de museos como el Premio ICOM México 2013 a la trayectoria museística.

## Biografía
Estudió la licenciatura en Biología en la Universidad Nacional Autónoma de México en 1978.
Como parte de su trabajo en el diseño y gestión de museos, educación y divulgación de la ciencia, desarrolló nuevas metodologías de diseño, tanto museológico,como museográfico y educativo que buscan una comunicación efectiva de la ciencia y aportar de manera significativa a la formación de una sociedad informada, crítica y participativa.
Silvia Singer fue  directora de los Museos de Ciencia (Museo Universum y Museo de la Luz), pertenecientes a la Dirección General de Divulgación de la Ciencia, Universidad Nacional Autónoma de México, de mayo de 1998 a marzo del 2000.
Desde 2006 es asesora líder del proyecto para establecer el MCA (Museo Ciencias Ambientales) de la Universidad de Guadalajara. Dentro del proyecto formó parte de los comités de selección del proyecto arquitectónico asignado a la compañía de arquitectura Snoetta, participó en la revisión y autorización de su plan maestro y de la etapa de diseño esquemático y asesoró y dio seguimiento a la formación de  profesionales integrantes del equipo interno del MCA.
Fue nombrada presidenta de la Asociación Mexicana de Museos y Centros de Ciencia y Tecnología (Ammccyt) para el periodo 2016 - 2018. Su trayectoria la ha hecho merecedora a diversos reconocimientos, entre los que se distinguen el “Premio ICOM México 2013 a la trayectoria museística”; al ser la única integrante no norteamericana del Consejo de Directores de la American Alliance of Museums (AAM) en más de 106 años de existencia de esta institución, y a pertenecer al Consejo de Directores de Association of Science-Technology Centers ASTC, organización mundial de museos de ciencia y tecnología.

## Exhibiciones
- “El Árbol Ramón” de Papalote Museo del Niño, exhibición que se ha mantenido como una de las más representativas del museo desde su apertura en 1993.[10]
- Diseño Museográfico e Institucional de propuestas para la remodelación del Museo de Historia Natural, Chapultepec, Ciudad de México, 1993 – 1997.
- Diseño Museográfico y Educativo “Museo y Centro de Educación Ambiental de San Luis Tlaxialtemalco, Xochimilco”, 1994.
- Diseñadora conceptual de todas las exhibiciones y salas para el Museo de Historia Natural de Puerto Rico, 1996.
- Diseño institucional y para la remodelación del Museo Interactivo Infantil “El Chapulín” en Saltillo, Coahuila, 1997.
- Diseño de 4 exposiciones temporales e itinerantes para los Museos de Ciencias de la UNAM: “La Ciencia está en la Cancha”, “Boleto al Infinito”, “ADN, una Puerta al Futuro”, “Sabías qué”.
- Diseño para el plan maestro, proyecto e implementación del MIDE, Museo Interactivo de Economía (2001 – 2006).
- Creación de la Sala “Desarrollo Sustentable: Economía, Sociedad y Naturaleza”,[11] para el MIDE, inaugurada en el año 2011.
- Diseño y creación de la exposición “Itinerante Consumo Responsable”, expuesta en las Rejas del Bosque de Chapultepec y en el Bosque de Aragón (nov.  2013 – ene 2014).

## MIDE
Desde su conceptualización en 2001, Silvia Singer lideró la creación del primer Museo Interactivo de Economía (MIDE) en el mundo,  con un modelo de trabajo que permitió la independencia y sostenibilidad financiera de la institución.
Como directora, está a cargo del desarrollo de la conceptualización del programa museológico y educativo del proyecto, de la dirección del diseño museológico y museográfico, del diseño de interactivos y del diseño del modelo en gestión.
Bajo su mandato, el MIDE ha obtenido diversas distinciones nacionales e internacionales por el proyecto del museo; sus programas de educación financiera y el diseño de la Sala de Desarrollo Sustentable.
A partir de noviembre de 2017 se le otorgó por primera vez a un museo de Latinoamérica la presidencia del Comité Internacional del Science Centre World Summit (SCWS). Cumbre de museos a Nivel Internacional encargada de la aprobación del programa académico, el cual se celebra de forma trianual.

## Premios y reconocimientos
- Como resultado de su trabajo en el Diseño y Gestión de Museos, obtuvo los siguientes premios:

- Premio ICOM México a la Trayectoria Museística 2013.
- Premio nacional “Miguel Covarrubias” (INAH) por el mejor trabajo de planeación y proyecto del museo abierto al  público en el año 2006.

- Bajo su liderazgo, el MIDE ha recibido los siguientes premios y reconocimientos:

- Premio Victoria Alada de Oro, AMAPRO por la campaña del Día Internacional de los Museos, categoría Social Marketing, 2013.
- ID,  Iconos del Diseño 2007, en la categoría Arquitectura de Restauración y Adecuación, otorgado por el Architectural Digest México (AD).
- 2007 Premio “Miguel Covarrubias” al mejor trabajo de planeación y museo abierto al público en el 2006.

- A nivel internacional:

- "2015 Sustainability Excellence Award" Otorgado por la American Alliance of Museums y la Pic Green Professional Network
- Honorable mention in sustainability Exhibition, PIC Green AAM 2014.
- Premio “Excellence in Financial Literacy Education” en la categoría de programa de educación financiera para adultos del año por el Programa de Educación Financiera “Adelante con tu Futuro”, Institute for Financial Literacy, 2014.
- Premio por el diseño de la Sala de Desarrollo Sustentable “Best Interiors of Latin America, IIDA International Interior Design Association y Bang & Olufsen”, 2012.
- Premio Beyond Banking – People’s Choice por el desarrollo del programa “Adelante con tu Futuro BBVA – MIDE”, otorgado por el BID (Banco Interamericano de Desarrollo), 2010.
- Premio del Consejo Internacional de Museos ICOM / AVICOM 2007, en la categoría de desarrollo de estaciones interactivas.
- Roy L. Shafer Leading Edge Award 2007, otorgado de manera anual la Association of Science and Technology Centers, ASTC.